# Спандарјанско језеро
Спандарјанско језеро (јерм. Սպանդարյանի ջրամբար) или кратко Спандарјан је вештачко језеро у горњем делу тока реке Воротан у најјужнијој јерменској провинцији Сјуник. Изграђено је 1987. године.
Са запремином од 257 милиона м³ друга је по величини акумулација у Јерменији (после Ахурјанског језера).
У близини језера се налазе села Горајк, Цчук, Спандарјан и Сарнакунк.
На излазу из језера налази се велика хидроелектрана капацитета 76 MW, а висина бране је 83 метра.
На његовим обалама се размножавају малени степски соколови из рода Falco naumanni.